# Episodi di The Office (nona stagione)
La nona e ultima stagione della serie televisiva The Office, composta da 25 episodi, è andata in onda negli Stati Uniti sul canale NBC dal 20 settembre 2012 al 16 maggio 2013. Il sedicesimo e il ventunesimo episodio hanno la durata speciale di 42 minuti; il diciassettesimo episodio è in realtà un backdoor pilot per un eventuale spin-off della serie incentrato sul personaggio di Dwight che tuttavia venne scartato dai dirigenti della NBC per diventare una serie vera e propria e che è stato quindi mandato poi in onda, con degli aggiustamenti, come un episodio regolare.
In Italia la stagione è presente in lingua originale dal febbraio 2018 e doppiata da luglio 2020, sulla piattaforma Amazon Prime Video.
| nº | Titolo originale      | Titolo italiano        | Prima TV USA      | Prima TV Italia |
| -- | --------------------- | ---------------------- | ----------------- | --------------- |
| 1  | New Guys              | Nuovi ragazzi          | 20 settembre 2012 | luglio 2020     |
| 2  | Roy's Wedding         | Il matrimonio di Roy   | 27 settembre 2012 | luglio 2020     |
| 3  | Andy's Ancestry       | Gli antenati di Andy   | 4 ottobre 2012    | luglio 2020     |
| 4  | Work Bus              | L'ufficio su ruote     | 18 ottobre 2012   | luglio 2020     |
| 5  | Here Comes Treble     | Gli A cappella         | 25 ottobre 2012   | luglio 2020     |
| 6  | The Boat              | La barca               | 8 novembre 2012   | luglio 2020     |
| 7  | The Whale             | La balena              | 15 novembre 2012  | luglio 2020     |
| 8  | The Target            | Il bersaglio           | 29 novembre 2012  | luglio 2020     |
| 9  | Dwight Christmas      | Il Natale di Dwight    | 6 dicembre 2012   | luglio 2020     |
| 10 | Lice                  | Pidocchi               | 10 gennaio 2013   | luglio 2020     |
| 11 | Suit Warehouse        | Suit Warehouse         | 17 gennaio 2013   | luglio 2020     |
| 12 | Customer Loyalty      | Fedeltà al cliente     | 24 gennaio 2013   | luglio 2020     |
| 13 | Junior Salesman       | Assistente venditore   | 31 gennaio 2013   | luglio 2020     |
| 14 | Vandalism             | Vandalismo             | 31 gennaio 2013   | luglio 2020     |
| 15 | Couples Discount      | Lo sconto coppia       | 7 febbraio 2013   | luglio 2020     |
| 16 | Moving On             | Andare avanti          | 14 febbraio 2013  | luglio 2020     |
| 17 | The Farm              | La fattoria            | 14 marzo 2013     | luglio 2020     |
| 18 | Promos                | Trailer                | 4 aprile 2013     | luglio 2020     |
| 19 | Stairmageddon         | Scalamageddon          | 11 aprile 2013    | luglio 2020     |
| 20 | Paper Airplane        | L'aeroplano di carta   | 25 aprile 2013    | luglio 2020     |
| 21 | Livin' the Dream      | Seguire I propri sogni | 2 maggio 2013     | luglio 2020     |
| 22 | A.A.R.M. (part 1 e 2) | A.A.R.M.               | 9 maggio 2013     | luglio 2020     |
| 23 | A.A.R.M. (part 1 e 2) | A.A.R.M.               | 9 maggio 2013     | luglio 2020     |
| 24 | Finale (part 1 e 2)   | Finale                 | 16 maggio 2013    | luglio 2020     |
| 25 | Finale (part 1 e 2)   | Finale                 | 16 maggio 2013    | luglio 2020     |

## Nuovi ragazzi
- Titolo originale: New Guys
- Diretto da: Greg Daniels
- Scritto da: Greg Daniels

### Trama
È trascorsa l'estate, e diverse cose sono accadute: Dwight ha scoperto di non essere il padre biologico di Philip Lipton; un ex compagno di college ha offerto a Jim la possibilità di unirsi nella conduzione di un business multimilionario a Filadelfia, proposta che l'uomo ha dovuto declinare a causa della famiglia; Andy ha preso parte a un campo di addestramento manageriale, ed è rientrato a Scranton molto più sicuro di sé; Kelly ha lasciato l'ufficio per trasferirsi in Ohio con Ravi, venendo più tardi seguita da Ryan, e l'ufficio li ha sostituiti con Clark e Pete.
Lo staff è sempre più dell'idea che Pete e Clark ricordino molto i trascorsi tra Jim e Dwight, e quest'ultimo, una volta notata anch'egli la somiglianza, cerca di trattare Clark come un figliol prodigo, per poi prenderne le distanze: con lo scopo di umiliare Nellie, Andy organizza una prova fisica, che Clark riesce a superare agilmente. Dwight, invece, fallisce ogni tentativo, fino a rompersi il labbro, così pianifica di eseguire una prova fisica ben più rischiosa, finendo tuttavia per restare appeso sul vuoto, rendendo necessario l'intervento dei pompieri. Anche Jim si avvicina a Pete, convinto però che il ragazzo non gli assomigli minimamente. Ben presto, però, l'uomo si accorge che anche Pete cova dei sogni nel cassetto, che per il momento è costretto a mettere da parte pur di avere un posto di lavoro: in Jim si fanno così sempre più vivi i rimorsi di aver rifiutato la conduzione del business di Filadelfia, e all'insaputa di Pam decide di dare la propria disponibilità al suo amico.
- Altri interpreti: Jake Lacy (Pete), Clark Duke (Clark)

## Il matrimonio di Roy
- Titolo originale: Roy's Wedding
- Diretto da: Matt Sohn
- Scritto da: Allison Silverman

### Trama
Invitati inaspettatamente al matrimonio di Roy, Jim e Pam si accorgono che la vita dell'ex magazziniere è cambiata radicalmente: da un lato, Jim si accorge che Roy ha perseguito i suoi sogni, riuscendo a conciliare stabilità e successo; dall'altro, Pam nota che il suo ex compagno è maturato e migliorato nettamente, rispetto al passato. La cosa induce la coppia a confrontarsi su cosa l'uno non sa dell'altra, ma è sin da subito evidente che Jim e Pam si conoscono fin troppo bene. La donna si accorge tuttavia di alcune strane telefonate ricevute da Jim, il quale non le ha ancora confessato di aver accettato la proposta dell'amico di Filadelfia: ben presto, Pam si convince che Jim le nasconda qualcosa.
Mentre Dwight e Nellie cercano un compromesso affinché l'uomo prenda parte a un'iniziativa benefica organizzata dall'azienda, Erin si prepara per sostenere un'audizione come conduttrice del telegiornale, con il sostegno di Andy e Darryl, diventato nel frattempo assistant regional manager. Si scopre ben presto che tale provino è in realtà una messinscena architettata da Clark, che cerca di entrare in intimità con la donna. Pete decide quindi di intervenire, mandando a monte il piano del collega: le telecamere chiudono le riprese inquadrando Pete ed Erin mentre cenano insieme in un fast food.

## Gli antenati di Andy
- Titolo originale: Andy's Ancestry
- Diretto da: David Rogers
- Scritto da: Jonathan Green e Gabe Miller

### Trama
Attraverso Nellie, Andy scopre di essere lontano parente di Michelle Obama, e non si trattiene dal vantarsene con i suoi dipendenti, i quali, congetturando su come i due siano imparentati, ipotizzano che la famiglia Bernard fosse, in passato, schiavista, mandando nel panico il manager. Nellie, tuttavia, confessa a Pam di aver inventato tutta la ricerca sulla genealogia di Andy, e le due fanno sapere a ciascun impiegato le finte parentele con vari personaggi storici. Pam, involontariamente, associa Jim a Richard Nixon, e confida a Nellie di sospettare che il marito le nasconda qualcosa; allo stesso tempo, Jim si accorge dell'associazione mentale fatta dalla moglie, e racconta a Darryl del progetto di Filadelfia, nella speranza di trovare supporto morale, offrendogli peraltro un futuro posto di lavoro. Il collega, tuttavia, gli suggerisce di confidarsi con Pam: la coppia finalmente discute, e la donna sembra approvare l'iniziativa di Jim, pur ammettendo alle telecamere di non riuscire a credere che il coniuge le abbia mentito. Infine, Nellie affida a Pam il compito di dipingere un murale nel magazzino.
Intanto, Dwight avvia un corso di lingua dothraki per Erin, che intende dare una bella immagine di sé alla famiglia di Andy. Il manager, tuttavia, le rivela che tale lingua è fittizia, e sembra non dar peso allo sforzo fatto dalla segretaria: a differenza di questi, Pete saluta Erin in lingua dothraki all'uscita dal lavoro.

## L'ufficio su ruote
- Titolo originale: Work Bus
- Diretto da: Bryan Cranston
- Scritto da: Brent Forrester

### Trama
Per ringraziare la moglie del sostegno al progetto di Filadelfia, Jim architetta uno scherzo nella speranza che gli uffici chiudano per una settimana, così da portare la propria famiglia al lago, dove li aspettano bancarelle di deliziose torte di cui Pam va matta. Dwight, tuttavia, sospettando il tranello, offre allo staff la possibilità di lavorare per una settimana a bordo di un bus attrezzato per tale scopo: gli spazi stretti aumentano rapidamente lo stress, ma Jim convince i propri colleghi a insistere per visitare il posto dove aveva pianificato di andare. Durante il viaggio, la situazione precipita, e Dwight si rifugia sul tetto del bus, venendo poi raggiunto da Jim: a questi, l'uomo confida di essere abbattuto per la non riscontrata paternità di Philip Lipton, così Jim lo consola ricordandogli che egli tratta i suoi colleghi come se fosse il loro padre. Gli animi si risollevano, e gli impiegati possono quindi mangiare le torte, per la gioia di Pam e soprattutto di Kevin.
Intanto, Nellie cerca di ottenere il beneplacito di Andy per adottare un bambino, ma il manager si dimostra tutt'altro che ben disposto nei suoi confronti. La donna riceve il sostegno di Erin, la quale è cresciuta orfana: Andy, ignaro del coinvolgimento della sua compagna, continua a negare l'appoggio a Nellie, causando dolore in Erin. A fine giornata, Andy ammetterà di avere esagerato, e consegnerà la lettera di referenze firmata a Nellie.

## Gli A cappella
- Titolo originale: Here Comes Treble
- Diretto da: Claire Scanlon
- Scritto da: Owen Ellickson

### Trama
In occasione di Halloween, Andy invita il coro della Cornell University, di cui anch'egli ha fatto parte, in ufficio, nella speranza che i nuovi studenti rievochino le passate peripezie di Andy, noto nell'ambiente come Boner Champ: il manager scopre tuttavia che tale soprannome è stato rubato dal suo ex compagno Broccoli Rob, in aggiunta alla scarsa importanza che i coristi danno al passato della Cornell. Di fronte alla delusione del suo compagno, Erin ordina al coro di esibirsi in Faith, ma i ragazzi fraintendono le parole della segretaria e finiscono per invitare Broccoli Rob a cantare con loro, anziché Andy. Abbattuto, il manager, su suggerimento di Erin, contatta la propria madre, con il proposito di istituire una borsa di studio per gli studenti membri del coro della Cornell, scoprendo però che i suoi genitori sono in bancarotta.
Nel mentre, Jim rientra in ufficio dopo un meeting per il business di Filadelfia, e Pam scopre che il marito ha investito diecimila dollari senza il suo consenso, intuendo che egli ha coperto la parte di altri investitori, e la coppia finisce per discutere con toni accesi. Dwight, invece, trova una pillola di un farmaco ansiolitico, e coinvolge Nellie nelle indagini su quale collega abbia smarrito il farmaco: dopo aver rivelato che è stata lei stessa a smarrire la pastiglia, e che soffre di disturbi d'ansia, Nellie rassicura Dwight sulla normalità di tale problema, che affligge lo stesso uomo. Le telecamere, a fine giornata, sorprendono Oscar e Robert Lipton in preda ad appassionate effusioni, nonché Toby venir amaramente rifiutato da Nellie.
- Guest star: Stephen Colbert (Rob)

## La barca
- Titolo originale: The Boat
- Diretto da: John Krasinski
- Scritto da: Dan Sterling

### Trama
Il padre di Andy è fuggito in Argentina con un'amante portandosi via il patrimonio di famiglia, e Andy è costretto a provvedere per evitare la bancarotta. Il manager si ritrova costretto a rinunciare alla barca di famiglia, e decide di recarsi con Erin a Stamford, dove l'imbarcazione è ormeggiata, per un ultimo saluto. Arrivato sul posto, l'uomo scopre che la barca è sul punto di lasciare gli Stati Uniti in direzione dei Caraibi, dove si trova l'acquirente, e decide di intraprendere anch'egli il viaggio: ad Andy si unisce il fratello Walter, caduto nella dipendenza da alcool, mentre Erin, dispiaciuta, resta sulla terraferma, non venendo invitata dal compagno. Di ritorno in ufficio, Pete invita la segretaria a uscire con lui e i suoi amici, e la donna accetta.
Pam viene contattata da un'emittente radiofonica per un'intervista dell'ufficio, che viene però annullata all'ultimo: Jim propone di non avvisare Dwight dell'imprevisto, così egli stesso, con la collaborazione di Nellie, Pam, Darryl e Phyllis, gli tende uno scherzo che porta Dwight a contattare David Wallace, convintosi che il CEO abbia preso in ostaggio una persona. Kevin, invece, ha scoperto la tresca tra Oscar e il senatore Lipton, e fatica a mantenere il segreto. Temendo il peggio, Oscar cerca addirittura di farlo licenziare, per poi ammettere di avere egli stesso responsabilità delle proprie azioni. A fine giornata, Lipton fa visita in ufficio, ma Kevin riesce a mantenere il segreto perché si dimentica momentaneamente dell'accaduto.

## La balena
- Titolo originale: The Whale
- Diretto da: Rodman Flender
- Scritto da: Carrie Kemper

### Trama
Incaricato di stipulare un contratto con le Pagine bianche di Scranton, Dwight chiede consulenza a Pam, Nellie, Meredith e Phyllis, in quanto il CEO della compagnia è una donna, e l'uomo non ha idea di come condurre una trattativa con un cliente femminile. Dwight e Pam si recano quindi alla sede delle Pagine bianche, dove scoprono che il CEO altri non è che Jan Levinson, la quale non ha la minima intenzione di accettare l'offerta della Dunder Mifflin, ancora rancorosa nei confronti di Wallace. Dwight, tuttavia, si rimette al proprio fiuto per gli affari, e mentre Pam prende tempo egli porta in sede Clark, presentandolo a Jan, ricordando il suo velato interesse per i ragazzi giovani. I due riescono quindi a raggiungere un accordo, e di ritorno in ufficio Dwight confessa a Pam di considerarla un'amica.
Intanto, Jim si rende sempre più conto che la sua lontananza da Filadelfia rappresenta un ostacolo per la sua partecipazione al nuovo business; Angela, invece, confida a Oscar di avere dei sospetti sulla fedeltà di suo marito, e il contabile comincia a covare il sospetto che anch'egli venga tradito. I due si recano alla palestra dove Lipton pratica yoga, e dopo che Oscar ha involontariamente menzionato una presunta omosessualità del senatore, la loro tresca extraconiugale viene alla luce dopo che lo stesso contabile viene inavvertitamente contattato al telefono da Lipton, sotto gli occhi di Angela.

## Il bersaglio
- Titolo originale: The Target
- Diretto da: Brent Forrester
- Scritto da: Graham Wagner

### Trama
Nascondendo il proprio rancore verso Oscar, Angela chiede a Dwight di aiutarla a vendicarsi del tradimento di suo marito, senza tuttavia spiegare l'accaduto. Dwight contatta così l'amico Trevor, al quale la donna finisce per commissionare un regolamento fisico di conti. Dwight, tuttavia, intuisce che la vittima prescelta è proprio Oscar, e cerca di metterlo al sicuro da Trevor, pronto a rompergli le ginocchia con un tubo in metallo. Angela, infine, si confronta a quattr'occhi con Oscar, che le spiega che il senatore Lipton non è diventato omosessuale a causa sua, bensì lo è sempre stato. Angela si rifiuta di accettarlo, ma viene infine consolata da Dwight.
Intanto, Jim è costretto a chiedere a Wallace di lavorare part-time per poter recarsi più frequentemente a Filadelfia: perché ciò possa accadere, però, Jim promette che Stanley e Phyllis copriranno le sue ore di lavoro perse, così l'uomo porta i due colleghi a pranzo in un ristorante lussuoso, ottenendo infine il loro beneplacito. Pete, invece, coinvolge i colleghi di una torre realizzata con i sondaggi sui disservizi della Dunder Mifflin, e il suo spirito d'iniziativa fa breccia in Erin.
- Altri interpreti: Chris Gethard (Trevor)

## Il Natale di Dwight
- Titolo originale: Dwight Christmas
- Diretto da: Charles McDougall
- Scritto da: Robert Padnick

### Trama
Avendo Angela dimenticato di organizzare la festa di Natale, lo staff si affida a Dwight, pronto a ricreare l'atmosfera folkloristica tradizionale della sua famiglia: arrivato in ufficio vestito da Belsnickel, l'uomo si fa cogliere sempre più dall'entusiasmo, coinvolgendo anche gli altri colleghi. Non tutti però possono godersi la festa: Jim deve uscire in anticipo, per un meeting a Filadelfia; Darryl si isola nel suo ufficio, seccato per non essere stato più preso in considerazione da Jim per l'incarico da lui promesso; Nellie viene bloccata da Toby, che le racconta la storia dello strangolatore di Scranton. Al momento di partire, Jim lascia Pam desolata, ma soprattutto Dwight offeso, che di rimando smantella la sua festa e lascia che l'ufficio festeggi nel solito modo. A sorpresa, però, Jim si ripresenta in ufficio, per la gioia della moglie e del collega, dicendosi non disposto a perdersi i festeggiamenti. L'uomo si confronta infine con Darryl, avvisandolo che l'offerta è ancora disponibile: l'impiegato reagisce con giubilo, per poi svenire a causa dell'eccessivo alcool.
Intanto, Erin viene informata da Andy del fatto che il manager rimarrà ai Caraibi per altre due settimane, e la segretaria reagisce malamente alla cosa. La donna propone a Pete di guardare assieme Die Hard - Duri a morire, ma durante la visione del film non riesce a trattenersi dalle lacrime, e lascia che il collega la consoli. Nel frattanto Nellie, esasperata dalla parlantina di Toby, lo zittisce, e i due finiscono per baciarsi.

## Pidocchi
- Titolo originale: Lice
- Diretto da: Rodman Flender
- Scritto da: Niki Schwartz-Wright

### Trama
Mentre Jim si trattiene a Filadelfia per un incontro con lo sportivo Julius Erving, prossimo investitore dell'Athleads, il business di cui fa parte lo stesso Halpert, Pam deve affrontare un focolaio di pidocchi che ha colpito Cecelia. La donna, tuttavia, diffonde inavvertitamente i parassiti in ufficio, così Dwight obbliga alla quarantena parte dello staff: Pam evita tuttavia di ammettere la propria colpevolezza, e l'ufficio arriva a sospettare di Meredith, la quale decide di raparsi a zero. In seguito, gli impiegati odono la telefonata che Pam riceve da sua madre, nella quale emerge l'effettiva responsabilità della donna nel diffondere i pidocchi. Infine, Dwight utilizza un efficace insetticida che risolve il problema, e Pam viene invitata da Meredith a trascorrere la serata in un pub.
Nel mentre, Darryl, Kevin, Phyllis e Nellie, non avendo i pidocchi, sono liberi di trasferirsi momentaneamente nel magazzino. Qui, i colleghi scoprono che Darryl è stato recentemente lasciato da Val, ignari del fatto che lo stesso Darryl l'abbia volontariamente indotta a rompere la relazione. Gli impiegati riescono a convincere Val a riallacciare i rapporti con l'ex compagno, e questi deve fingere di essere felice a tal riguardo.
- Guest star: Julius Erving (se stesso)

## Suit Warehouse
- Titolo originale: Suit Warehouse
- Diretto da: Charles McDougall
- Scritto da: Owen Ellickson

### Trama
Pam e Darryl raggiungono Jim a Filadelfia, dato che il capo magazziniere deve sostenere un colloquio di lavoro per l'Athleads. L'uomo è inizialmente intimorito, e durante l'incontro si fa quasi sopraffare dalla paranoia di non essere adeguato al posto di lavoro: Jim e i suoi colleghi lo rassicurano, e il colloquio va a buon fine, nonostante un incidente con un acquario. Pam, invece, è inizialmente ben disposta rispetto al nuovo ambiente di lavoro di Jim, ma ben presto se ne ravvede, e nel viaggio di ritorno manifesta alcuni sintomi di crescente preoccupazione sul futuro.
Mentre gli impiegati di Scranton cominciano a soffrire di sovreccitazione da caffeina, a causa della nuova macchinetta del caffè regalata da Jan, in ufficio fa ritorno Clark, che Dwight porta con sé per condurre un affare con Sam Stone, a capo di un'azienda a conduzione familiare: l'impiegato, in particolare, finge che Clark sia suo figlio, per aggraziarsi il cliente, arrivando a trattarlo in modo becero, ma la situazione si capovolge quando si scopre che il vertice dell'azienda è stato occupato dal figlio di Sam, Sam Stone Jr..
- Altri interpreti: Will Greenberg (Sam Stone Jr.), Ed Lauter (Sam Stone)

## Fedeltà al cliente
- Titolo originale: Customer Loyalty
- Diretto da: Kelly Cantley
- Scritto da: Jonathan Green, Gabe Miller

### Trama
Dwight scopre che Jim intende portare Darryl all'Athleads, e organizza una giornata speciale per convincere il collega a rimanere a Scranton. I due visitano un drive-in, e Dwight decide di prendersi gioco di un inserviente, venendo però redarguito da Darryl, che lo trattiene sul posto affinché venga punito dai gestori del fast food. Nel mentre, Nellie si accorge del crescente feeling tra Erin e Pete, che stanno nel mentre facendo coppia per un progetto di lavoro, e per evitare di causare problemi alla relazione tra la segretaria e Andy decide di separarli. Toby le fa tuttavia capire che Andy non è l'uomo adatto a Erin, così Nellie annulla la separazione e ristabilisce la coppia.
Jim è costretto ad assentarsi dalla recita di danza di Cecelia, a causa di impegni lavorativi a Filadelfia, e chiede a Pam di registrare l'esibizione. La donna, tuttavia, viene contattata nel bel mezzo dello spettacolo, scoprendo di essere stata scelta per la realizzazione di un secondo murale. La moglie non riesce a registrare l'evento di Cecelia, così cerca di spiegare a Jim quanto accaduto: il coniuge, tuttavia, si arrabbia con Pam, la quale, riagganciata la chiamata, si lascia andare al pianto. A consolarla sarà il microfonista Brian, ormai amico della coppia.
- Altri interpreti: Chris Diamantopoulos (Brian)

## Assistente venditore
- Titolo originale: Junior Salesman
- Diretto da: David Rogers
- Scritto da: Carrie Kemper

### Trama
Su incarico di Wallace, Dwight indice la ricerca di un nuovo addetto alle vendite part-time, per compensare le sempre più frequenti assenze di Jim. Clark si fa avanti, ma viene ben presto messo da parte da Dwight, il quale intende affidare l'incarico a persone di sua intima conoscenza: in ufficio si presentano così individui a dir poco strambi, la quale cosa allerta Jim, che non intende lasciare che Pam debba stare vicino a uno di essi. Jim contatta così Wallace nella speranza di intervenire nella selezione, ma Dwight manda a monte il piano, addirittura portando Wallace a chiedere a Jim il consenso per la riduzione della paga conformemente alla recente modifica del suo contratto lavorativo.
Ben presto, però, Dwight si accorge che i suoi amici sono tutt'altro che portati per il posto di lavoro ambito. L'uomo chiede così a Jim di liquidarli al posto suo, e il lavoro viene infine affidato a Clark, la cui presenza sembra non dispiacere a Pam, la quale dimostra tuttavia di patire la lontananza del marito. Le riprese finali lasciano intuire che Brian abbia cominciato a vedere Pam sotto un'ottica diversa.

## Vandalismo
- Titolo originale: Vandalism
- Diretto da: Lee Kirk
- Scritto da: Owen Ellickson

### Trama
Con il supporto di Dwight e Nellie, Pam indaga su un atto di vandalismo compiuto a danno del suo murale nel magazzino della Dunder Mifflin, e i tre scoprono infine che il responsabile è Frank, membro del personale. Su consiglio di Toby, la donna cerca di chiarirsi con il colpevole, che tuttavia non si dimostra in alcun modo pentito del suo gesto: con la complicità di Dwight, Pam decide di vendicarsi vandalizzando il pick-up di Frank, il quale la sorprende in flagrante, e le si avvicina aggressivamente: per difenderla, Brian interviene colpendo Frank, ed entrambi vengono licenziati. Il microfonista, salutando l'amica, le ricorda che lui sarà sempre presente in caso di bisogno.
Oscar e Kevin presenziano alla festa di compleanno di Philip Lipton, che tuttavia Angela ha organizzato invitando solamente amici del senatore. Ben presto, Oscar si rende conto che tale festa è solo un'occasione per il senatore Lipton di fare propaganda, e la cosa diventa evidente a giudicare dal modo in cui l'uomo tratta l'impiegato, che se ne offende considerati i loro trascorsi ancora attuali. A fine giornata, Kevin accusa apertamente il senatore di aver sfruttato il suo rapporto con Angela e Oscar per il proprio tornaconto.
A Filadelfia, intanto, Darryl e Jim hanno cominciato a convivere, ma il capo magazziniere si rende ben presto conto delle cattive abitudini domestiche del collega: dopo varie discussioni, però, i due raggiungono un compromesso, e Darryl comincia a confarsi allo stile di vita di Jim.
- Altri interpreti: Brad William Henke (Frank)

## Lo sconto coppia
- Titolo originale: Couples Discount
- Diretto da: Troy Miller
- Scritto da: Allison Silverman

### Trama
È il giorno di San Valentino, nonché la vigilia del ritorno di Andy, e gli impiegati ne approfittano per prendersi del tempo per sé, andando in un centro estetico a coppie. Erin, invece, confida alle telecamere di voler lasciare Andy, poiché lei e Pete hanno cominciato a frequentarsi seriamente: per di più, la segretaria è rimasta ferita dal comportamento di Andy, che l'ha raramente contattata nei suoi tre mesi di assenza. Jim e Pam, invece, si recano in un ristorante, dove pranzeranno con Brian e la moglie di questi, Alyssa: sul posto, tuttavia, la coppia scopre che Brian si è recentemente separato da Alyssa; oltre a ciò, Brian menziona la crisi di pianto avuta da Pam, e Jim resta deluso del fatto che la donna le abbia taciuto tali trascorsi emotivi. A fine giornata, l'uomo tenterà di abbandonare l'ufficio per andare a Filadelfia, ma Pam lo trattiene a Scranton, sostenendo che i due abbiano bisogno di litigare.
Lo stesso pomeriggio, gli impiegati trovano Andy in ufficio: egli deve infatti svolgere un colloquio con Wallace, e lo staff intuisce ben presto che il manager non ha riferito al CEO nulla riguardo alla sua assenza. Dwight cerca così di sabotare l'incontro di Andy e Wallace riferendo al manager informazioni false, ma tale tentativo non va a buon fine, e Wallace resta ignaro dei tre mesi ai Caraibi. Erin invece non riesce a rompere con Andy, e cerca di scusarsi con Pete: questi la rassicura, e le sue parole danno alla segretaria il coraggio di compiere il gesto drastico. Tuttavia, Erin irrompe nell'ufficio di Andy mentre questi sta parlando con Wallace, e la segretaria fa inavvertitamente menzione ai tre mesi di lontananza di Andy.

## Andare avanti
- Titolo originale: Moving On
- Diretto da: Jon Favreau
- Scritto da: Graham Wagner

### Trama
Scoperto il raggiro di Andy, Wallace non riesce a licenziarlo per gratitudine dato che è stato il manager stesso ad aprirgli la strada per la riacquisizione della Dunder Mifflin, così il CEO lascia che sia lo stesso Andy a dimettersi. Il manager, tuttavia, resiste, benché i dipendenti non ne riconoscano più l'autorità, e cerca consiglio da Clark e Pete su come superare la rottura con Erin, dopo aver tentato inutilmente di recuperare il rapporto. In breve tempo, Andy scopre che Pete ed Erin si frequentano, e va su tutte le furie: per vendicarsi, il manager assume Alice, ex compagna di Pete, e riassume Gabe, costringendo così i due dipendenti a riaffrontare i demoni delle loro passate relazioni, solamente per compensare la propria sofferenza.
Dwight e Angela si assentano dall'ufficio per badare a Shirley, zia dell'impiegato: la donna è restia ad aiutare l'ex amante, ma la tensione va via via scomparendo nel corso della giornata, e qualche parola e gesto di troppo fanno riaffiorare i sentimenti reciproci. Prima che Angela se ne vada, Dwight le dichiara nuovamente il proprio amore: i due si baciano, e l'uomo chiede alla donna di lasciare il senatore Lipton, per trascorrere il resto della sua vita con lui. La risposta, tuttavia, è negativa.
Pam si reca a Filadelfia per sostenere un colloquio di lavoro come amministratrice d'ufficio, soluzione decisa dalla famiglia Halpert per risolvere il problema della lontananza: sin da subito, la donna intuisce che il suo possibile datore di lavoro, Mark Franks, assomiglia fin troppo a Michael Scott, e il ruolo che le viene offerto è quello di segretaria. A cena, Pam racconta a Jim di aver rifiutato l'offerta, e confessa di non voler lasciare Scranton. Jim, d'altro canto, ribadisce di tenere alla sua carriera, e l'idillio amoroso sembra spezzarsi.
Toby fa visita in carcere allo strangolatore di Scranton, che è in attesa di essere giustiziato, nella speranza che il suo tentativo di scagionare l'accusato faccia breccia su Nellie. L'impiegato, tuttavia, viene aggredito dallo strangolatore, ma a sorpresa Nellie rimane colpita dal coraggio dell'uomo. Sul finale, mentre Oscar chiede aiuto dopo essere rimasto appeso al soffitto nel fare un esercizio, la telecamera mostra l'annuncio del rilascio del documentario The Office, lasciando intuire che quello sarà l'ultimo anno di riprese.
- Guest star: Bob Odenkirk (Mark Franks)
- Altri interpreti: Mary Gillis (Shirley), Collette Wolfe (Alice)

## La fattoria
- Titolo originale: The Farm
- Diretto da: Paul Lieberstein
- Scritto da: Paul Lieberstein

### Trama
Dwight è in lutto per la recente scomparsa della zia Shirley e, in occasione del funerale, lui e il cugino Ziek incontrano nuovamente Jeb e Fannie Schrute, rispettivamente fratello e sorella di Dwight. Successivamente, la famiglia si sposta nell'abitazione di Shirley, dove scoprono che la donna ha lasciato in eredità la sua proprietà ai nipoti, a patto che essi si riuniscano per condurre l'attività di famiglia: Dwight, entusiasta, si rende però conto che Jeb e Fannie non sono dello stesso parere. Sconsolato per la mancata ricongiunzione, Dwight comincia a occuparsi della fattoria, facendo così la conoscenza di Cameron, il figlio di Fannie. I due fratelli decidono infine di trattenersi ancora qualche giorno con Dwight.
In ufficio si ripresenta Todd Packer, intenzionato a scusarsi con i suoi ex colleghi per i suoi comportamenti fuori dalle righe. I dipendenti non ne accettano le scuse, e Pam invita gli impiegati a rifiutare di mangiare i cupcake offerti da Packer in segno di scuse, salvo poi mangiarli non appena Packer si allontana dall'ufficio. Pam, l'unica a non mangiare il cupcake, scopre il giorno seguente che l'uomo ha farcito i dolci con droghe che hanno causato problemi a non finire agli sfortunati impiegati.
- Altri interpreti: Blake Garrett Rosenthal (Cameron), Majandra Delfino (Fannie Schrute), Thomas Middleditch (Jeb), Matt Jones (Ziek)

## Trailer
- Titolo originale: Promos
- Diretto da: Jennifer Celotta
- Scritto da: Tim McAuliffe

### Trama
Mentre Darryl e Jim sono impegnati a Filadelfia in una trattativa con lo sportivo Ryan Howard, lo staff di Scranton assiste al primo trailer del documentario The Office: An American Workplace, risultato delle riprese decennali nell'ufficio. Tuttavia, ben presto gli impiegati si accorgono che sono stati ripresi eventi senza che i diretti interessati ne fossero a conoscenza: tra questi, Angela nota un filmato compromettente della sua relazione adulterina con Dwight, mentre Oscar scopre che anche il suo bacio con Lipton è stato ripreso. Conseguentemente, i due contattano il senatore Lipton, e Angela confessa di averlo tradito. Anche Pam resta colpita dal filmato, in quanto rivede alcuni squarci del passato vissuto con Jim: ciò la spinge a sgattaiolare a casa di Brian, con cui si confronta per sapere se siano fondati i suoi dubbi sul disgregamento dei sentimenti che il marito un tempo provava per lei. Tuttavia, Pam scopre che Brian ha varcato la soglia della privacy anche con loro, e se ne va infuriata.
Intanto, Dwight cerca di acquistare un trattore da Henry Bruegger, coltivatore di cavolini di Bruxelles, nonché padre di tre ragazze, tra cui Esther, che sembra interessata a Dwight, arrivando a flirtare con l'impiegato. A causa di un passo falso delle due sorelle, Clark avvisa Dwight che tale corteggiamento potrebbe essere una semplice tecnica di persuasione ideata da Henry, ma Esther dà dimostrazione dei suoi sinceri sentimenti per Dwight, suggerendogli di contrattare con il padre.
- Altri interpreti: Nora Kirkpatrick (Esther), Allan Havey (Henry Bruegger)

## Scalamageddon
- Titolo originale: Stairmageddon
- Diretto da: Matt Sohn
- Scritto da: Dan Sterling

### Trama
Consapevole che le sue ore alla Dunder Mifflin sono contate, Andy contatta l'agente Carla Fern, per addentrarsi nel mondo dello spettacolo come da lui sempre sognato. Dwight e Clark, invece, devono trattare con un cliente per il quale affare è richiesta la presenza di Stanley, il quale si rifiuta tuttavia di percorrere le scale dell'edificio, a causa del mancato intervento di manutenzione di Dwight. I due devono quindi sedarlo, e una volta ripresosi, l'uomo termina l'affare senza il minimo sforzo.
In cerca di soluzioni ai loro problemi, Pam e Jim si rivolgono rispettivamente a Nellie e Toby, entrambi divorziati, per avere consigli sull'efficacia delle terapie di coppia. La donna non intende lasciare Scranton, e l'uomo non vuole rinunciare a Filadelfia, e dai rispettivi discorsi emergono le forti tensioni che stanno ormai dividendo i due coniugi. Intanto, il senatore Lipton invita Angela a presenziare a una conferenza televisiva che l'uomo ha indetto per dare una spiegazione agli scoop trapelati con il documentario, e che l'intero staff dell'ufficio segue con curiosità: a sorpresa, l'uomo dichiara di essere diventato omosessuale grazie a Oscar, e di aver trovato l'amore nel suo braccio destro, Wesley Silver, lasciando sia Oscar sia Angela completamente scioccati.
- Altri interpreti: Roseanne Barr (Carla Fern)

## L'aeroplano di carta
- Titolo originale: Paper Airplane
- Diretto da: Jesse Peretz
- Scritto da: Halsted Sullivan e Warren Lieberstein

### Trama
Andy ottiene la possibilità di recitare in un filmato sulla sicurezza in laboratorio, ma Darryl, che lo accompagna per fornirgli supporto, nota sin da subito come l'uomo sembri totalmente negato per le performance recitative. Intanto, Nellie organizza un torneo di aeroplanini di carta con, in palio, duemila dollari: durante la gara, Dwight mostra il proprio tifo per Angela, benché anch'egli sia un concorrente, e spiega a Esther di provare compassione a causa dei recenti trascorsi della donna. I due arrivano a sfidarsi in finale, e Dwight cerca di far vincere l'ex compagna, che scopre tuttavia il piano dell'uomo, e si rifiuta di accettare la sua pena.
Pam e Jim hanno intrapreso la terapia di coppia, e cercano di conversare evidenziando cosa i due apprezzino l'uno dell'altro. A lungo andare, però, ciò non sembra risolvere le tensioni, e come di consueto Jim lascia l'ufficio per partire alla volta di Filadelfia. Pam lo ferma prima che monti sul taxi, per dargli l'ombrello, e dopo essersi salutati l'uomo la rincorre, e dopo essersi abbracciati i due si dichiarano nuovamente il proprio amore, ricordando tutta la loro storia passata.

## Seguire I propri sogni
- Titolo originale: Livin' the Dream
- Diretto da: Jeffrey Blitz
- Scritto da: Niki Schwartz-Wright

### Trama
Nel giorno in cui Dwight riceverà la cintura nera dal suo nuovo sensei, Wallace arriva in ufficio, con l'intento di licenziare Andy: a sorpresa, quest'ultimo anticipa il CEO rassegnando le proprie dimissioni, convinto più che mai a entrare nel mondo dello spettacolo, benché chiunque in ufficio gli faccia presente che si tratta della scelta sbagliata. Intanto, Jim ha rinunciato al lavoro a Filadelfia e ha riottenuto un incarico a tempo pieno alla Dunder Mifflin, per amore verso la moglie, ma è costretto a sedersi vicino a Pete e Toby, dato che il suo posto è stato assegnato a Clark: Pam, tuttavia, continua a far visita al marito, dimostrando la rinata felicità tra i due. Oscar e Kevin si accorgono del terribile stato in cui si sta riducendo Angela, costretta a rinunciare ai suoi gatti e sul punto di essere sfrattata dal suo nuovo appartamento.
A fine giornata, Wallace, su consiglio di Jim, decide di nominare Dwight manager della filiale di Scranton, per la gioia di quest'ultimo, il quale ringrazia Jim del supporto restituendogli la vecchia scrivania, e nominandolo suo assistente, con un aumento di paga. Andy, invece, cambia idea sul suo futuro, e Wallace lo riassume come addetto alle vendite, per poi cambiare nuovamente idea, e lasciare definitivamente l'ufficio. Oscar offre ad Angela la possibilità di trasferirsi assieme al piccolo Philip a casa sua: la donna accetta, e in un momento di intimità con il collega, confessa di amare Dwight.
A fine giornata, Darryl racconta a Jim che la loro startup ha ricevuto la sperata offerta di acquisizione: la gioia dura tuttavia poco, poiché l'acquirente intende affidare, come clausola d'acquisto, ai dipendenti della startup un lavoro della durata di tre mesi, che li farà viaggiare di città in città per tutti gli Stati Uniti. Darryl è entusiasta, ma Jim, stravolto, rifiuta, ribadendo il suo amore per Pam: le telecamere mostrano, infine, Pam, con il volto preoccupato, poiché ha origliato l'intera conversazione.
- Altri interpreti: Michael Imperioli (sensei)

## A.A.R.M.
- Titolo originale: A.A.R.M. (part 1 & 2)
- Diretto da: David Rogers
- Scritto da: Brent Forrester

### Trama
La direzione dell'ufficio da parte di Dwight e di un rivitalizzato Jim procede a gonfie vele, e tra i due l'intesa è sempre più alta: Jim ne approfitta per tendere un ultimo scherzo a quello che ormai è diventato un suo caro amico, e indice le selezioni per l'assistente all'assistente del regional manager, pianificando tuttavia di affidare l'incarico a Dwight stesso, così da potergli sbolognare il lavoro sporco. Nel mentre, Darryl ha abbandonato l'ufficio, ma fa un'ultima volta visita ai colleghi del magazzino per salutarli: ciò che lo preoccupa è il dover incontrare il personale con cui ha lavorato negli ultimi anni, a cui non ha mai dato un vero addio. Inaspettatamente, l'uomo incrocia Pam, con la quale discute dell'effettiva felicità di Jim nell'aver rinunciato al lavoro dei suoi sogni, quindi i suoi ex colleghi, che lo costringono a dedicare del tempo a loro prima della sua partenza. Nel mentre, Jim si accorge delle angosce di Pam, la quale teme di non essere abbastanza per Jim, e di starlo trattenendo dallo spiccare il volo. Jim, in risposta, richiede la segreta collaborazione dei cameraman per dimostrare a Pam quanto egli tenga a sua moglie.
Angela è costretta a portare il figlio Philip al lavoro, e Kevin comincia a nutrire delle gelosie a causa delle continue attenzioni che la donna e Oscar dedicano al bambino. Allo stesso tempo, Dwight si accorge dei comportamenti singolari di Philip, che gli ricordano sempre più i suoi. Tuttavia, Angela dà nuovamente conferma della sua non-paternità, deludendo il manager: questi chiede consiglio a Jim, spiegando di essere pronto a chiedere la mano di Esther, ma di sentirsi ancora legato ad Angela. Il collega gli suggerisce di seguire l'amore, proprio mentre sua moglie guarda il video preparato in dichiarazione dell'amore nei suoi confronti da parte di Jim, che le consegna finalmente la lettera che aveva allegato alla teiera regalatale anni prima per Natale, quando la donna era ancora fidanzata con Roy. I due gioiscono d'amore, e l'idillio si ripristina una volta per tutte.
Uscita dal lavoro, Angela viene raggiunta da Dwight, che le chiede finalmente di sposarla: la donna accetta, e rivela che Philip è in realtà suo figlio. Dopo la festa dedicata a Darryl in ufficio, lo staff si ritrova in un locale per assistere alla prima visione del documentario sulla loro storia, venendo quindi raggiunti da Andy, che ha tentato la sorte ai provini per il talent show America's Next A Cappella Sensation, fallendo nonostante il grande impegno. Le riprese si chiudono con il sottofondo della scena d'apertura della prima puntata della serie.

## Finale
- Titolo originale: Finale (part 1 & 2)
- Diretto da: Ken Kwapis
- Scritto da: Greg Daniels

### Trama
È trascorso un anno dalla messa in onda dell'ultimo episodio di The Office: An American Workplace, e la crew di cameraman è pronta a riprendere il matrimonio di Angela e Dwight, sotto la cui guida la Dunder Mifflin ha preso il controllo di Scranton. Lungo il percorso, tuttavia, non tutto è rimasto uguale: Stanley è finalmente andato in pensione, si è trasferito a Florida City, ed è stato sostituito dal giovane Malcolm; Kevin è stato licenziato, e lo stesso è toccato a Toby, che ha potuto così intraprendere la carriera di scrittore a New York; Creed è fuggito, poiché ricercato dalla polizia, e a rimpiazzarlo è stato il redivivo Devon; Darryl si è stabilito ad Austin, dove l'Athlead (divenuta nel frattempo Athleap) ha aperto una ricca filiale; Nellie ha lasciato il Paese, per trasferirsi in Polonia; Andy ha involontariamente acquisito ampia fama, a causa della diffusione virale del suo terribile provino di un anno prima, ma è riuscito a trovare stabilità venendo assunto alla Cornell University; infine, Oscar, divenuto padrino di Philip Schrute, è candidato a senatore dello stato della Pennsylvania, pur continuando a lavorare per la Dunder Mifflin. Ciononostante, tutti quanti si ritrovano a Scranton in occasione del matrimonio di Dwight e Angela.
Jim raduna gli amici e colleghi di Dwight per l'organizzazione dell'addio al celibato, essendo stato nominato testimone di nozze. L'uomo concede a Dwight i migliori festeggiamenti possibili, offrendogli prima la possibilità di usare un bazooka, quindi quella di avere una lap dance dalla ben nota spogliarellista Elizabeth. Nel frattempo, all'addio del nubilato di Angela si presenta Mose, che rapisce la futura sposa: si tratta di una tipica usanza della famiglia Schrute, che prevede il sequestro della sposa affinché il marito la ritrovi e offra da bere a tutti gli amici. La messinscena, concepita dallo stesso Jim, conduce il gruppo nel pub gestito da Kevin, che perdona il manager per il passato licenziamento e prende parte ai festeggiamenti, alla fine dei quali Angela viene finalmente liberata.
La mattina seguente, al gruppo delle due feste si aggregano Stanley, Nellie, Wallace e Toby, tutti pronti per presenziare a una conferenza sul documentario sulle loro vite: di fronte a un pubblico gremito, gli impiegati raccontano la loro esperienza, rispondendo alle più disparate domande. Tra queste, alcune si distinguono: Erin viene interpellata da una donna e da un uomo, scoprendo quindi che essi sono i suoi genitori mai conosciuti; Pam, invece, viene tormentata dai fan che le domandano come abbia ripagato il gesto di profondo amore compiuto da Jim (il quale continua a essere inutilmente contattato dalla Athleap per un posto di lavoro di spicco), non riuscendo però a dare risposta.
Poco tempo dopo, il gruppo si ritrova nel casolare di Dwight, dove si celebrerà il rito di nozze. Ricompaiono anche Kelly, impegnata seriamente con il dottor Ravi, e Ryan, il quale è diventato padre del piccolo Drake, pur continuando a covare qualcosa per l'ex compagna. Quando le telecamere mostrano i preparativi di Dwight e Jim, quest'ultimo dichiara all'amico di non poter essere suo testimone di nozze per problemi d'età, e a sostituirlo sarà il loro ex manager, Michael Scott, il cui ritorno manda in giubilo Dwight. Il matrimonio può quindi essere celebrato nel perfetto rispetto delle tradizioni della famiglia Schrute, e il ricevimento di nozze procede perfettamente: Michael, sposatosi con Holly e diventato padre, mostra la sua contentezza; Ryan, con un abile espediente, convince Kelly a fuggire assieme a lui, e abbandona il proprio bambino, che viene accudito prontamente da Nellie. Di ritorno a casa, Jim e Pam sorprendono l'agente immobiliare Carol accompagnare dei visitatori fuori dalla loro casa, e la donna rivela di aver messo in vendita il loro immobile per permettere a tutta la famiglia di trasferirsi ad Austin, coronando il sogno del marito.
Al magazzino della Dunder Mifflin, continuano i festeggiamenti: Pam ha realizzato un murale dedicato all'intero personale dell'ufficio, e Darryl gioisce nel sapere che la famiglia Halpert presto si trasferirà nella sua città, mentre Toby, Meredith, Stanley e Phyllis si appartano in intimità. Infine, Jim, Pam, Darryl, Andy, Erin, Dwight, Angela, Phyllis, Stanley, Toby, Meredith, Pete e Clark risalgono in ufficio, per godersi una serata di ricordi: gli impiegati sorprendono poi Creed, il quale si esibisce in una canzone prima di essere portato in carcere. Jim e Pam annunciano a Dwight il loro trasferimento ad Austin, e questi li licenzia in modo da poter usufruire della liquidazione. Uscendo dall'ufficio, Pam riguarda il suo acquerello dello Scranton Business Park, che Michael aveva acquistato in segno di orgoglio verso di lei, e ciascun impiegato ricorda alle telecamere quanto il loro documentario sia stato efficace nel donare straordinarietà alla semplicità della vita quotidiana.
- Special guest star: Joan Cusack (madre biologica di Erin), Ed Begley Jr. (Martin Hannon)
- Altri interpreti: Malcolm Barrett (Malcolm)